# Zorg en Hoop (radioprogramma)
Zorg en Hoop was een actualiteitenrubriek van de Nederlandse Programma Stichting (NPS), speciaal gericht op onderwerpen die te maken hebben met Suriname.
Het programma werd uitgezonden op zaterdagmiddag op de Nederlandse zender Radio 5. Hoofdredacteur was Roy Khemradj. Het programma besteedde door middel van commentaren, interviews en reportages aandacht aan alle onderwerpen, met een nadrukkelijk accent op politiek en cultuur. De website van het programma bevatte ook boekaankondigingen.
Het programma bestond sinds 1977, de laatste uitzending was op 30 augustus 2008.